# LGA 1366

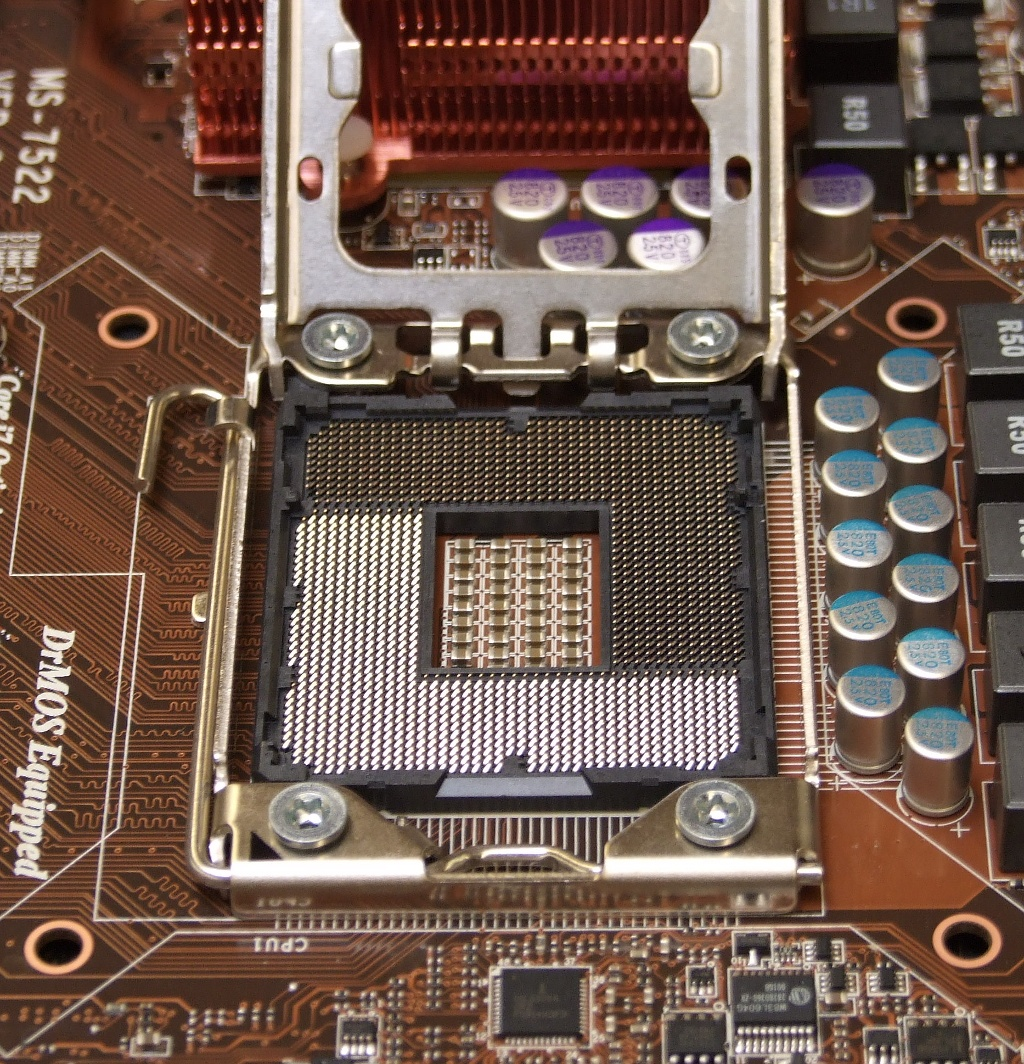
Soquete B

LGA 1366 também conhecido como Socket B, é um padrão de soquetes que foi desenvolvido pela Intel, e projetado para substituir o modelo de soquete LGA 771. Sendo direcionado como modelo padrão da Intel, o soquete LGA 1366 tem o seu uso direcionado a processadores high-end, da família Nehalem e da família Xeon.

## Modelos

### Core i7

#### "Bloomfield"
| Modelo | Core/Thread | Arquitetura | Cache L2   | Cache L3 | Velocidade | I/O Bus          |
| ------ | ----------- | ----------- | ---------- | -------- | ---------- | ---------------- |
| i7-920 | 4/8         | 45nm        | 4 x 256 KB | 8MB      | 2.667GHz   | 1 x 4.8 GT/s QPI |
| I7-930 | 4/8         | 45nm        | 4x256 KB   | 8MB      | 2.80GHz    | 1 x 4.8 GT/s QPI |
| i7-940 | 4/8         | 45nm        | 4 x 256 KB | 8MB      | 2,93GHz    | 1 x 4.8 GT/s QPI |
| i7-950 | 4/8         | 45nm        | 4 x 256 KB | 8MB      | 3.067GHz   | 1 x 4.8 GT/s QPI |
| i7-960 | 4/8         | 45nm        | 4 x 256 KB | 8MB      | 3.200GHz   | 1 x 4.8 GT/s QPI |

### Core i7 Extreme

#### "Bloomfield"
| Modelo                 | Core/Thread | Arquitetura | Cache L2   | Cache L3 | Velocidade | I/O Bus          |
| ---------------------- | ----------- | ----------- | ---------- | -------- | ---------- | ---------------- |
| i7-965 Extreme Edition | 4/8         | 45nm        | 4 x 256 KB | 8MB      | 3.200GHz   | 1 x 6.4 GT/s QPI |
| i7-975 Extreme Edition | 4/8         | 45nm        | 4 x 256 KB | 8MB      | 3,333GHz   | 1 x 6.4 GT/s QPI |

### Xeon (UP/DP) Dual Core

#### "Gainestown"
| Modelo     | Core/Thread | Arquitetura | Cache L2   | Cache L3 | Velocidade | I/O Bus           |
| ---------- | ----------- | ----------- | ---------- | -------- | ---------- | ----------------- |
| Xeon E5502 | 2/2         | 45nm        | 2 x 256 KB | 4MB      | 1.867GHz   | 2 x 4.8 GT/s QPI  |
| Xeon L5508 | 2/4         | 45nm        | 2 x 256 KB | 8MB      | 2,000GHz   | 2 x 5.86 GT/s QPI |

#### "Bloomfield"
| Modelo     | Core/Thread | Arquitetura | Cache L2   | Cache L3 | Velocidade | I/O Bus          |
| ---------- | ----------- | ----------- | ---------- | -------- | ---------- | ---------------- |
| Xeon W3503 | 2/2         | 45nm        | 2 x 256 KB | 4MB      | 2.400GHz   | 1 x 4.8 GT/s QPI |
| Xeon W3505 | 4/8         | 45nm        | 2 x 256 KB | 8MB      | 2,533GHz   | 1 x 4.8 GT/s QPI |

### Xeon (UP/DP), Quad Core

#### "Gainestown"
| Modelo     | Core/Thread | Arquitetura | Cache L2   | Cache L3 | Velocidade | I/O Bus          |
| ---------- | ----------- | ----------- | ---------- | -------- | ---------- | ---------------- |
| Xeon W3520 | 4/8         | 45nm        | 4 x 256 KB | 8MB      | 2.667GHz   | 1 x 4.8 GT/s QPI |
| Xeon W3540 | 4/8         | 45nm        | 4 x 256 KB | 8MB      | 2,93GHz    | 1 x 4.8 GT/s QPI |
| Xeon W3550 | 4/8         | 45nm        | 4 x 256 KB | 8MB      | 3.067GHz   | 1 x 6.4 GT/s QPI |
| Xeon W3570 | 4/8         | 45nm        | 4 x 256 KB | 8MB      | 3.200GHz   | 1 x 6.4 GT/s QPI |
| Xeon W3580 | 4/8         | 45nm        | 4 x 256 KB | 8MB      | 3,333GHz   | 1 x 6.4 GT/s QPI |

#### "Bloomfield"
| Modelo     | Core/Thread | Arquitetura | Cache L2 | Cache L3 | Velocidade | I/O Bus           |
| ---------- | ----------- | ----------- | -------- | -------- | ---------- | ----------------- |
| Xeon E5504 | 4/8         | 45nm        | 4 KB     | 8MB      | 2.000GHz   | 2 x 4.8 GT/s QPI  |
| Xeon E5506 | 4/8         | 45nm        | 4 KB     | 8MB      | 2,133GHz   | 2 x 4.8 GT/s QPI  |
| Xeon E5520 | 4/8         | 45nm        | 4 KB     | 8MB      | 2.287GHz   | 2 x 5.86 GT/s QPI |
| Xeon E5530 | 4/8         | 45nm        | 4 KB     | 8MB      | 2.400GHz   | 2 x 5.86 GT/s QPI |
| Xeon E5540 | 4/8         | 45nm        | 4 KB     | 8MB      | 2,533GHz   | 2 x 5.86 GT/s QPI |
| Xeon X5550 | 4/8         | 45nm        | 4 KB     | 8MB      | 2.667GHz   | 2 x 6.4 GT/s QPI  |
| Xeon X5560 | 4/8         | 45nm        | 4 KB     | 8MB      | 2,800GHz   | 2 x 6.4 GT/s QPI  |
| Xeon X5570 | 4/8         | 45nm        | 4 KB     | 8MB      | 2.933GHz   | 2 x 6.4 GT/s QPI  |
| Xeon W5580 | 4/8         | 45nm        | 4 KB     | 8MB      | 3.200GHz   | 2 x 6.4 GT/s QPI  |
| Xeon W5590 | 4/8         | 45nm        | 4 KB     | 8MB      | 3,333GHz   | 2 x 6.4 GT/s QPI  |

#### "Gainestown" Voltagem Baixa
| Modelo     | Core/Thread | Arquitetura | Cache L2   | Cache L3 | Velocidade | I/O Bus           |
| ---------- | ----------- | ----------- | ---------- | -------- | ---------- | ----------------- |
| Xeon L5506 | 4/4         | 45nm        | 4 x 256 KB | 4MB      | 2.133GHz   | 2 x 4.8 GT/s QPI  |
| Xeon L5518 | 4/8         | 45nm        | 4 x 256 KB | 8MB      | 2,133GHz   | 2 x 5.86 GT/s QPI |
| Xeon L5520 | 4/8         | 45nm        | 4 x 256 KB | 8MB      | 2.267GHz   | 2 x 5.86 GT/s QPI |
| Xeon L5530 | 4/8         | 45nm        | 4 x 256 KB | 8MB      | 2.400GHz   | 2 x 5.86 GT/s QPI |

#### "Gulftown"
| Modelo                       | Core/Thread | Arquitetura | Cache L2   | Cache L3 | Velocidade Base/Turbo | Canais | Max RAM   | Memora MT/s e I/O Bus            |
| ---------------------------- | ----------- | ----------- | ---------- | -------- | --------------------- | ------ | --------- | -------------------------------- |
| Xeon W3690                   | 6/12        | 32nm        | 6 x 256 KB | 12MB     | 3.46GHz / 3.73GHz     | 3      | DDR3 24GB | 800/1066/1333 - 2 x 6.4 GT/s QPI |
| Core I7-990X Extreme Edition | 6/12        | 32nm        | 6 x 256 KB | 12MB     | 3.46GHz / 3.73GHz     | 3      | DDR3 24GB | 1066 - 1 x 6.4 GT/s              |
| Core I7-980X Extreme Edition | 6/12        | 32nm        | 6 x 256 KB | 12MB     | 3.33GHz / 3.60GHz     | 3      | DDR3 24GB | 1066 - 1 x 6.4 GT/s              |
| Core I7-980                  | 6/12        | 32nm        | 6 x 256 KB | 12MB     | 3.33GHz / 3.60GHz     | 3      | DDR3 24GB | 1066 - 1 x 4.8 GT/s              |
| Core I7-970                  | 6/12        | 32nm        | 6 x 256 KB | 12MB     | 3.20GHz / 3.46GHz     | 3      | DDR3 24GB | 800/1066 - 1 x 4.8 GT/s          |

## Características
O novo padrão inserido pela Intel, inicialmente conta com uma vantagem em relação ao seu antecessor a LGA 771, a possibilidade dos novos padrões projetados para ela, trabalharem com uma controladora de memória embutida no próprio processador. Dessa forma, não será mais o chipset que determinará a tecnologia da memória suportada, mas sim o processador. Além dessa vantagem, o novo modelo, abriu caminho para que os novos processadores sejam compatíveis com um clock de memória maior. Os modelos projetados para soquete LGA 1366 podem trabalhar em modo Triple Channel(3 canais) fazendo com que o desempenho se comparado aos modelos que trabalham com modo Dual Channel seja até 50% maior.

## Problemas
Junto com as novidades, vieram sérios problemas que só apareceram com o tempo. Apesar do controlador de memória ser integrado ao processador, ele não era, na verdade, integrado ao mesmo módulo do processador (comumente chamado de DIE). Isso significa que, ele está no mesmo encapsulamento, mas é separado fisicamente do módulo do processador.
Dentro do encapsulamento há 2 módulos, o módulo primário (CPU) e o módulo secundário (controlador de memória e ponte norte). No mesmo encapsulamento, vemos 2 "chips", no qual se nota que esta não é, na verdade, uma tecnologia heterogênea, mas sim uma evolução do soquete 775.
Devido a esta estrutura, o campo eletromagnético centro do encapsulamento era grande, gerando calor adicional e aumentando o consumo de energia, fazendo com que os módulos apresentassem defeitos após poucos anos de uso. O mesmo afeta o soquete 1156, que possui 2 "chips" no mesmo encapsulamento, sendo o principal o CPU e o secundário, possuindo o controlador de memória, GPU e ponte norte integrados. O problema neste soquete era maior, pois, o CPU era fabricado em tecnologia de 32nm e o DIE secundário era fabricado em 45nm, gerando um campo eletromagnético maior, gerando mais consumo e ocasionando o mal funcionamento mais rapidamente que a família 1366.
Os problemas resultantes são perda das conexões da PCI-E e perda de vídeo.
Estes problemas foram corrigidos a partir da linha de Segunda Geração da família Core da Intel, nos soquetes 1155 (que substitui o 1156) e o 2011 (que substitui o 1366).